# Ostrov Ibișa
Ostrov Ibișa este o arie protejată (arie de protecție specială avifaunistică — SPA) din Bulgaria întinsă pe o suprafață de 399,32 ha, integral pe uscat.

## Localizare
Centrul sitului Ostrov Ibișa este situat la coordonatele 43°49′28″N 23°31′07″E / 43.824444°N 23.518611°E.

## Înființare
Situl Ostrov Ibișa a fost declarat arie de protecție specială avifaunistică în martie 2007 pentru a proteja 24 de specii de animale.

## Biodiversitate
Situată în ecoregiunea continentală, aria protejată nu include niciun habitat protejat.
La baza desemnării sitului se află mai multe specii protejate de  păsări (24): pescăruș albastru (Alcedo atthis), rață pitică (Anas crecca), rață fluierătoare (Anas penelope), rață mare (Anas platyrhynchos), stârc cenușiu (Ardea cinerea), stârc roșu (Ardea purpurea), stârc galben (Ardeola ralloides), Bucephala clangula, barză neagră (Ciconia nigra), erete de stuf (Circus aeruginosus), lebădă de iarnă (Cygnus cygnus), ciocănitoare de grădină (Dendrocopos syriacus), egretă mică (Egretta garzetta), vânturel de seară (Falco vespertinus), codalb (Haliaeetus albicilla), ferestraș mic (Mergus albellus), stârc de noapte (Nycticorax nycticorax), pelican creț (Pelecanus crispus), pelican mare alb (Pelecanus onocrotalus), cormoran mare (Phalacrocorax carbo), cormoran mic (Phalacrocorax pygmeus), ciocănitoare verzuie (Picus canus), lopătar (Platalea leucorodia), chiră de baltă (Sterna hirundo).